# Machimus delusus
Machimus delusus är en tvåvingeart som först beskrevs av Tucker 1907.  Machimus delusus ingår i släktet Machimus och familjen rovflugor. Inga underarter finns listade i Catalogue of Life.